# Истинноверующий
Истинноверующий: Мысли о природе массовых движений (англ. The True Believer: Thoughts On The Nature Of Mass Movements) — первая книга американского философа Эрика Хоффера, опубликованная в 1951 году. Она представляет собой исследование природы и содержания массовых движений человечества (таких как религиозные течения, политические партии, национальные и социальные революции). В России впервые издана в 2001 году.

## Структура книги

### Часть первая. Соблазн массовых движений
Одной из центральных мыслей данной работы является тезис о схожести всех массовых движений — религиозных течений, революций, политических партий — не по доктринам или методам, а по сущности, позволяющей говорить об общности психологического типа всех истинноверующих. В первой части Э. Хоффер объясняет появление любого массового движения «жаждой перемен», которая, в свою очередь, появляется в результате сочетания в человеке недовольства с ощущением собственной силы. Для того чтобы изменить существующий строй, желающие сделать это должны разжечь в своих последователях страстную надежду. В качестве ещё одной причины приверженности человека к любому массовому движению автор называет потребность неудовлетворённых своей жизнью людей освободиться «от своего нежеланного „я“». В этом освобождении Хоффер видит стремление к возрождению и перевоплощению. Если человек утрачивает веру в себя, ему становится необходима вера в «священное дело». Также автор говорит о сменяемости и взаимозаменяемости массовых движений. Он отмечает возможность прекращения одного такого движения путём замены его другим, однако не считает такой способ противодействия массовым движениям безопасным.

### Часть вторая. Потенциальный истинноверующий
Во второй части Хоффер приводит классификацию неудовлетворённых людей, которые чаще всего становятся последователями крупных массовых движений и тем самым вершат судьбу нации.
«Неудовлетворенные встречаются на всех ступенях жизни, однако больше всего их в следующих категориях:
а) бедняки;
б) неудачники (не нашедшие своего места в жизни);
в) изгнанники;
г) меньшинства;
д) подростки;
е) честолюбцы (стоящие или перед непреодолимыми препятствиями, или перед неограниченными возможностями);
ж) одержимые пороками и навязчивыми идеями;
з) импотенты (физические или умственные);
и) эгоисты;
к) скучающие;
л) грешники».

### Часть третья. Объединенная акция и самопожертвование
Хоффер продолжает исследования природы массовых движений через анализ культивирования ими умения действовать сообща и готовности к самопожертвованию. Эти признаки, общие для всех массовых движений, непосредственно связаны с отчуждением людей от самих себя. Э. Хоффер называет целый ряд факторов, способствующих самопожертвованию, среди которых — лишение индивидуальности и отождествление человека с коллективом, представление такого порядка как театра, недооценка существующего, доктрина, фанатизм. Среди объединяющих элементов он называет ненависть, подражание, убеждение и принуждение, руководство, действие и подозрительность.
В антииндивидуалистических тенденциях автор видит движение назад, к примитивизму. Готовность к самопожертвованию, отмечает Хоффер, выше в человеке, когда он далёк от действительности. Подобная отдалённость проявляется во многих аспектах, присущих массовым движениям. Например, зрелище массового спектакля захватывает даже наиболее уравновешенных людей — театральность многих ритуалов и порядков, свойственных массовым движениям (например, армии), позволяет им сохранить большую часть своих последователей. Ещё один важный элемент — отказ от настоящего, проявляющийся, например, в недостижимости поставленных целей. Оппозиция настоящее — прошлое определяет многие массовые движения на пути их становления.

### Часть четвертая. Начало и конец
Характеристика массовых движений продолжается через определение его основ, таких как дискредитация существующего порядка. Хоффер определяет, с помощью каких групп лиц становится возможной эта дискредитация. Это, например «человек слова» — появление групп таких людей уже можно считать революционным шагом. Они готовят «почву» для фанатиков, которые могут запустить механизм движения масс. Сами же фанатики часто происходят из нетворческих «людей слова». Но они, по мнению Хоффера, столь же полезны для движения, сколь и опасны невозможностью остановиться. Им противостоят «люди действия», чей приход к власти, вместе с тем, означает конец динамичной фазы массового движения.
Хоффер анализирует активную фазу движений и приходит к выводу, что её продолжительность определяется во многом неясностью поставленных ими целей. Также она зависит от личности вождя.
В книге также осмысляются полезные стороны массового движения: страстное стремление нации к чему-либо означает высокий потенциал мужества этой нации. Также они способствуют пробуждению и обновлению обществ.

## Восприятие

### В США
Книга была издана в США через несколько лет после окончания Второй Мировой войны и спустя одно поколение после Великой Депрессии. На родине автора книга стала классической. Президент США Дуайт Эйзенхауэр прочитал «Истинноверующего» в 1952 году и рекомендовал её другим. После этого в 1956 году журнал Look назвал Хоффера «любимым автором Айка» (Айк — прозвище Эйзенхауэра).
Аллен Скарбро (англ. Allen Scarbrough) включил «Истинноверующего» в список 25 книг, которые «нужно прочесть, чтобы знать обо всём».

### В России
Научный редактор первого российского издания А. А. Михайлов отмечает, что «привлекательность книги Хоффера в оригинальности и самостоятельности его мышления».. Причину того, что имя Хоффера незнакомо широкой российской (а также европейской) публике, редактор видит в нехарактерности личности автора для академической среды: Хоффер был портовым грузчиком и батраком, «свободным философом», получившим свои знания самостоятельно в библиотеках.
Впоследствии книга стала популярной среди людей, интересующихся политологией и обществознанием.

## Публикации
- 1951 The True Believer: Thoughts On The Nature of Mass Movements. ISBN 0-06-050591-5
- Эрик Хоффер. Человек убежденный: Личность, власть и массовые движения = The True Believer: Thoughts on the Nature of Mass Movements. — М.: Альпина Нон-фикшн, 2017. — 200 p. — 2000 экз. — ISBN 978-5-9614-6093-3.